# Hardtbach (Grünbach)
Der Hardtbach ist ein linker Zufluss des Grünbachs im oberbayerischen Landkreis Weilheim-Schongau.

## Geographie
Der Hardtbach entsteht als Ablauf des Rothsees bei Weilheim in Oberbayern im Eberfinger Drumlinfeld. Er durchfließt zunächst die Mitterlache, den Haarsee, den Weiher Gumpenau und mündet nach etwa nordnordwestlichem Lauf schließlich in den Grünbach.